# Abidjans flygplats
Abidjans flygplats, formellt aéroport international Félix Houphouët-Boigny d'Abidjan, även kallad Port-Bouëts flygplats, är en flygplats i Elfenbenskusten. Den ligger i Port-Bouët i Abidjan, i den sydöstra delen av landet, 230 km sydost om huvudstaden Yamoussoukro. Abidjans flygplats ligger 6 meter över havet. IATA-koden är ABJ och ICAO-koden DIAP. Abidjans flygplats hade 26 069 starter och landningar med totalt 1 647 832 passagerare, 28 437 ton frakt och 237 ton post 2021.